# Navacarros
Navacarros település Spanyolországban, Salamanca tartományban. Navacarros Candelario, Béjar, Vallejera de Riofrío, La Hoya és Solana de Ávila községekkel határos. Lakosainak száma 133 fő (2024).

## Népesség
A település népessége az elmúlt években az alábbi módon változott:
| Lakosok száma | 134  | 136  | 137  | 130  | 136  | 125  | 104  | 112  | 129  | 133  |
|               | 2001 | 2004 | 2007 | 2009 | 2012 | 2014 | 2017 | 2019 | 2022 | 2024 |